# کانکتور آراف

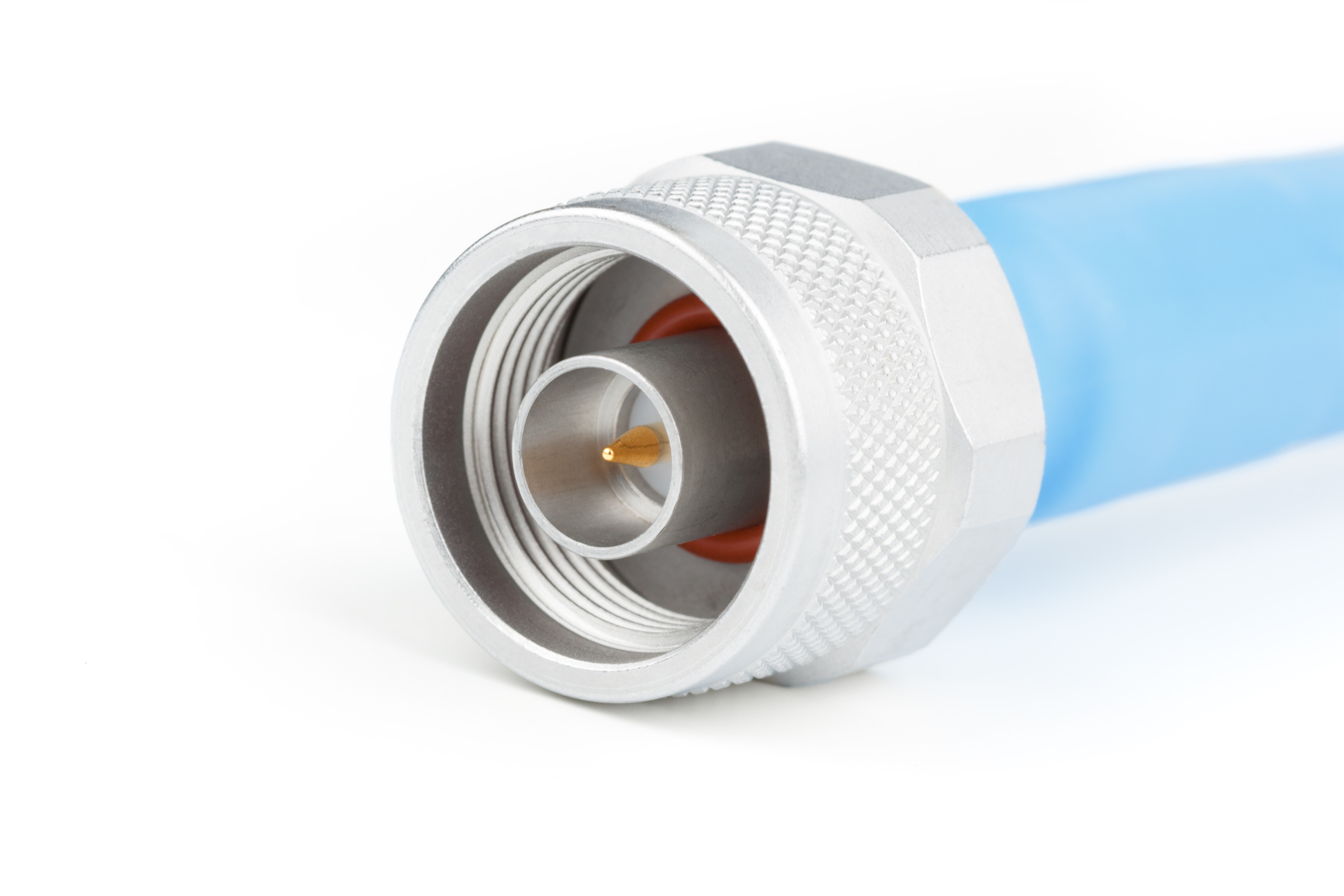
کانکتور RF کواکسیال نوع (نر)

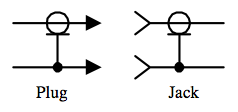
نمادهای الکترونیکی برای کانکتورهای کواکسیال نری و مادگی

بازتاب‌سنجی حوزه-زمان بازتاب‌های ناشی از تغییرات امپدانس در کانکتورهایRF جفت‌شده را نشان می‌دهد.

کانکتور آراِف یا اتصال‌دهنده آراف هم‌محور (کانکتور فرکانس رادیویی) یک اتصال‌دهنده الکتریکی برای اتصال کابل‌های کواکسیال به یکدیگر یا اتصال کابل به قطعات مختلف در محدوده چند مگاهرتز طراحی شده‌است. همچنین مدل‌های بهتری به‌منظور کاهش تغییرات امپدانس خط انتقال در محل اتصال و در نتیجه حداقل شدن بازتاب سیگنال و تلفات توان طراحی شده‌اند. با افزایش فرکانس، اثرات خط انتقال از اهمیت بیشتری برخوردار می‌شوند و تغییرات کوچک امپدانس کانکتورها باعث می‌شود که نسبت بازتاب سیگنال به جای عبور سیگنال از آن بیشتر شود. یک کانکتور آراف نباید به سیگنال‌های خارجی اجازه دهد که از طریق تداخل الکترومغناطیسی و پیکاپ خازنی، وارد مدار شوند.
در دهه ۲۰۰۰، فعالیت‌های تحقیقاتی در زمینه طراحی مدار فرکانس رادیویی (RF) در پاسخ مستقیم به تقاضای عظیم بازار برای گیرنده‌های بی‌سیم ارزان قیمت و پر سرعت داده افزایش یافته‌است.
انواع مرسوم کانکتورهای RF برای گیرنده‌های تلویزیون، رادیوی دوطرفه، برخی دستگاه‌های وای-فای با قابلیت جابجایی آنتن و ابزارهای اندازه‌گیری صنعتی یا علمی استفاده می‌شود.